# Betoncourt-sur-Mance
Betoncourt-sur-Mance är en kommun i departementet Haute-Saône i regionen Bourgogne-Franche-Comté i östra Frankrike. Kommunen ligger i kantonen Vitrey-sur-Mance som tillhör arrondissementet Vesoul. År 2022 hade Betoncourt-sur-Mance 25 invånare.

## Befolkningsutveckling
Antalet invånare i kommunen Betoncourt-sur-Mance
| Referens: INSEE |